# Aeroporto de Düsseldorf
O Aeroporto de Düsseldorf (em alemão: Flughafen Düsseldorf) (IATA: DUS, ICAO: EDDL), está localizado a seis km ao norte de Düsseldorf, Renânia do Norte-Vestfália, Alemanha, e é um dos hubs da Lufthansa. Com 18 milhões de passageiros, é o terceiro maior aeroporto da Alemanha a oferecer voos internacionais e voos de longo curso. 
O Aeroporto de Düsseldorf e o hub internacional mais importante de Renânia do Norte-Vestfália em termos de tráfego de passageiros. Está por trás do Aeroporto de Frankfurt e Aeroporto de Munique, em medida pelo volume de carga ele está em sexto lugar na Alemanha. O aeroporto foi inaugurado no dia 19 de abril de 1927. Em 2014 quase 22 milhões de passageiros utilizaram o aeroporto, que está ligado por 80 companhias aéreas com mais de 180 destinos em 50 países. 
Com um volume de negócios de cerca de 400 milhões de euros e um lucro de 57 milhões de euros, ele marcou no exercício de 2010 para os seis aeroportos economizar rentáveis na Alemanha. Dusseldorf é o hub da companhia aérea Euro Wings e German Wings.

## Serviços
O aeroporto tem à sua disposição vários balcões de informação nos saguões de embarque e desembarque e na estação ferroviária do aeroporto. O principal balcão de informação está localizado no saguão central de desembarque, onde também tem a seu dispor um serviço de aluguer de automóveis, bem como um serviço rodoviário, de táxis e um serviço ferroviário com mais de 350 trens que param na estação de trem do aeroporto fazendo o percurso a várias cidades e destinos turísticos na Alemanha.